# 2005 في البرتغال
فيما يلي قوائم الأحداث التي وقعت خلال عام 2005 في البرتغال.

## سياسة

### تعيين في المنصب
- 12 مارس – أنطونيو كوستا وزير الداخلية البرتغالي ‏.
- 12 مارس – جوزيه سوكراتيس رئيس وزراء البرتغال.
- 12 مارس – ديوغو دي فريتاس دو امارال وزير الخارجية  [لغات أخرى]‏.

### انتهاء فترة المنصب
- 12 مارس – بيدرو سانتانا لوبيس رئيس وزراء البرتغال.

## رياضة
- 1 يناير – جائزة البرتغال الكبرى للدراجات النارية 2005
- 1 يناير – نهائي كأس الاتحاد الأوروبي 2005

### فبراير
- 13 فبراير – لوسيا دوس سانتوس (مواليد 1907) راهبة برتغالية. [1]

### يونيو
- 2 يونيو – خوسيه أنتونيو بارغييلا (مواليد 1957) لاعب كرة قدم برتغالي.
- 11 يونيو – فاسكو غونسالفيس (مواليد 1921) سياسي برتغالي. [2]
- 25 يونيو – هوغو كونا (مواليد 1977) لاعب كرة قدم برتغالي.

### يوليو
- 31 يوليو – أرماندو فيريرا (مواليد 1919) لاعب كرة قدم برتغالي.

### أكتوبر
- 18 أكتوبر – كارلوس أنطونيو غوميز (مواليد 1932) لاعب كرة قدم.